# Tetragoneura willinki
Tetragoneura willinki är en tvåvingeart som beskrevs av Duret 1980. Tetragoneura willinki ingår i släktet Tetragoneura och familjen svampmyggor. Inga underarter finns listade i Catalogue of Life.